# Austrolimnophila phantasma
Austrolimnophila phantasma är en tvåvingeart som beskrevs av Alexander 1956. Austrolimnophila phantasma ingår i släktet Austrolimnophila och familjen småharkrankar.
Artens utbredningsområde är Kenya. Inga underarter finns listade i Catalogue of Life.